# Gattungsname
Zu den Gattungsnamen (lateinisch Nomina appellativa; auch: Gattungsbezeichnungen, Gattungswörter, Appellativa, Appellative) gehören Wörter für Gattungsbegriffe – im Sinne von geistigen Konzepten – wie Haus, Tier oder Baum. Sie bilden neben Eigennamen (Nomina propria) eine Unterklasse der Substantive.
Manchmal werden Markennamen zu Gattungsbezeichnungen, siehe #Schutz für Produktnamen (generalisierter oder generischer Markenname).

## Hauptmerkmale der Gattungsnamen

### Syntaktische Merkmale
Im Gegensatz zur Behandlung der Eigennamen im Standarddeutschen verbinden sich Gattungsnamen regelmäßig mit einem Artikel. Der unbestimmte Plural wird im Deutschen allerdings nicht mit Artikel markiert, Gattungsnamen im Plural sind daher auch ohne Artikel schon vollständige Ausdrücke (z. B. „Häuser“ oder „Frauen“ ebenso wie „das Haus“ oder „die Frau“).

### Groß- und Kleinschreibung
Im Gegensatz zu Eigennamen werden Gattungsnamen heutzutage in den meisten Sprachen, die das lateinische Alphabet verwenden, klein geschrieben und können so leicht von Eigennamen unterschieden werden. Im Deutschen jedoch werden (unter anderem) alle Substantive großgeschrieben.

#### Adjektive in Gattungsnamen
Auch Adjektive können Bestandteil von Gattungsnamen sein. Beispiele hierfür sind Weißer Hai, Schwerer Kreuzer, Schwarzes Loch usw. Sie werden im Deutschen ebenfalls großgeschrieben.

### Semantische Merkmale
Zu den Eigennamen wird ein Wort gezählt, wenn es auf ein einzelnes Objekt verweist (etwa auf die Person Herbert oder den Ort Augsburg). Als Gattungsnamen werden dagegen die Wörter gesehen, mit denen auf Klassen von Gegenständen verwiesen werden kann. (Beispielsweise kann man mit dem Wort „Häuser“ auf die Häuser dieser Welt verweisen.)
Bei Gattungs- und Stoffnamen ist es möglich, von dem Wort auf die Eigenschaften der bezeichneten Gegenstände zu schließen (Beispielsweise lässt sich von „Hund“ auf die Eigenschaft „hat ein Fell“ schließen).
Gattungsnamen beziehen sich aufgrund von Merkmalen auf Konzepte. Es kann daher zu Vagheit bei der Referenz kommen. Das heißt: Es kann in manchen Situationen unklar bleiben, ob bestimmte Gegenstände unter das mit dem Gattungsnamen angesprochene Konzept fallen. Beispielsweise kann ein Bauwerk „mehr oder weniger“ ein Turm sein, sodass es nicht zu einer eindeutigen Zuweisung kommt.

## Abgrenzung von Gattungsnamen und Eigennamen – mögliche Zweifelsfälle
Während es recht einfach ist, überzeugende Definitionen für die Begriffe „Eigenname“ und „Gattungsname“ zu geben, kann es in der Praxis recht schwierig sein zu bestimmen, unter welche der beiden Definitionen ein jeweils vorliegender Ausdruck fällt. Es folgt hier daher eine Auflistung von typischen Zweifelsfällen.

### Gattungsnamen, mit denen auf bestimmte Einzelobjekte verwiesen wird
Die Möglichkeit, auf ein ganz bestimmtes Einzelobjekt zu verweisen, bieten nicht allein die Eigennamen. Wenn es in einer Firma heißt, dass „der Chef“ außer Haus sei, dann ist den Beteiligten klar, über wen gesprochen wird.
Gleiches gilt für Ausdrücke wie „Mutter“ oder „Opa“. Es lässt sich aus dem Kontext erschließen, wer gemeint ist, wenn von „Mutter“ oder „Opa“ gesprochen wird.
Die angeführten Ausdrücke werden aber dennoch zu den Gattungsnamen gezählt.

### Deonymika
Viele Wörter können sowohl als Eigennamen wie auch als Gattungsnamen auftreten, insbesondere, wenn es einen prototypischen Vertreter gibt, nach dem die Klasse heißt (Deonym):
- Die Sonne lachte vom Himmel (gemeint ist der Stern im Zentrum des Sonnensystems, in dem sich die Erde befindet)

Zugleich: Im Zentrum jedes Sonnensystems gibt es eine Sonne.
- Der Heilige Franziskus betete zu Gott. (gemeint ist der Gott der christlichen Religionen)

Zugleich: Homer und Hesiod brachten die Götter in eine bestimmte Ordnung.

### Unklare Referenz bei Eigennamen
Für Eigennamen ist nicht immer eine eindeutige Referenz gegeben. So handelt es sich bei Formulierungen wie „Berlin begrüßt die Entscheidung des amerikanischen Präsidenten“ und „Berlin schlägt Hamburg mit 2:1“ um metonymische Ausdrucksweisen, wobei im ersten Fall „Berlin“ für die Bundesregierung steht und im zweiten Fall für eine Fußballmannschaft der Stadt.
In beiden Fällen kann der Leser/Hörer nur ermitteln, worauf sich der Ausdruck „Berlin“ bezieht, wenn er den Kontext der Äußerung berücksichtigt und Weltwissen an den Text heranträgt.

### Eigennamen, die eine „konnotative Bedeutung“ haben
Der Definition nach sind Eigennamen Ausdrücke, die dazu dienen, auf Objekte zu verweisen und keine (oder fast keine) Bedeutung transportieren. Jedoch lässt sich an vielen Beispielen zeigen, dass mit Eigennamen allerhand Konnotationen verbunden sein können. In den folgenden Beispielsätzen treten diese Konnotationen so stark in den Vordergrund, dass die Eigennamen wie Gattungsnamen wirken:
- Die Hannover-Messe ist das Mekka der Maschinenbauer.
- Sie ist die Mutter Teresa in unserer Stadt.
- Ein Einstein ist er auch nicht gerade.
- Die Rentenreform wurde zu seinem Waterloo.

Hier werden Eigennamen wie Gattungsnamen verwendet, ihre Hauptfunktion ist es aber dennoch, dass sie zur Identifizierung oder Beschreibung von Gegenständen verwendet werden.

### Eigennamen, die wie Stoffnamen verwendet werden
Weiterhin gibt es das Phänomen, dass Eigennamen wie Stoffnamen verwendet werden. Rhetorisch handelt es sich hierbei um Metonymien:
- Lisa hat eine Stunde Beethoven gehört.
- Zwei Stunden Schiller waren genug.

### Eigennamen, die als Gattungsnamen verwendet werden
Beispiele für Eigennamen, die als Gattungsnamen verwendet werden:
- Wir müssen zehn Maria Stuart bestellen. (gemeint ist: zehn Exemplare des Buchs)
- Der Kunde will fünf Mona Lisas. (gemeint ist: fünf Drucke)
- In Bern wurden zwei Picassos gestohlen. (gemeint ist: zwei Werke von Picasso)

Hier hat man es mit Eigennamen zu tun, die gelegentlich die Funktion von Gattungsbezeichnungen haben, wobei aber die identifizierende Funktion als dominierend anzusehen ist.

### Eigennamen, die aus Gattungsnamen gebildet wurden
- Toponyme wie „Auf dem Rübenacker“, „Vor der hohen Tanne“, …
- Eigennamen wie „Sozialdemokratische Partei Deutschlands“, „Institut für Deutsche Sprache“, …

### Fazit zu den Zweifelsfällen
Mit den angeführten Beispielen lässt sich zeigen, dass die Übergänge zwischen Eigennamen und Gattungsnamen fließend sind. Zwar lässt sich zu den meisten Substantiven angeben, ob sie vorwiegend als Eigennamen oder als Gattungsnamen verwendet werden, dabei muss man jedoch im Auge behalten, dass sich für substantivische Ausdrücke zu jeder Zeit Verwendungsweisen einstellen können, die sie in den Grenzbereich von Gattungsnamen und Eigennamen bringen.

## Gattungsnamen in juristischen Kontexten
Die Frage, ob ein bestimmter Ausdruck als Gattungsname oder als Eigenname gesehen werden muss, wird in manchen Fällen von Verwaltungsinstanzen und von Gerichten entschieden. Wenn festgesetzt wird, dass ein Ausdruck als Eigenname zu sehen ist, hat das meist zur Folge, dass es Beschränkungen bei der Verwendung des Ausdrucks gibt. Gelegentlich gibt es auch Fälle, bei denen Verwaltungsinstanzen oder Gerichte darüber entscheiden, wer einen bestimmten Gattungsnamen in einem bestimmten Kontext verwenden darf.

### Herkunftsbezeichnungen
Die Wortkombination „Münchner Weißwurst“ besteht aus dem Gattungsnamen „Weißwurst“, ergänzt durch einen Eigennamen in attributiver Funktion. Man sieht einen Ausdruck wie „Münchner Weißwurst“ üblicherweise als Herkunftsbezeichnung an.
Sobald markenrechtlich gültige Beschränkungen für die Verwendung des Ausdrucks gesetzt werden, kann sich der Ausdruck von seiner Funktion her aber den Produktnamen annähern. Das Recht, Produkte mit dem Etikett „Münchner Weißwurst“ zu versehen, liegt dann zwar nicht in der Hand einer einzelnen Firma (wie bei Produktnamen üblich), aber der Ausdruck ist dennoch nicht mehr so frei verwendbar wie es sonst bei Gattungsnamen der Fall ist. Es gibt dann bestimmte Betriebe, die ihre Produkte als „Münchner Weißwürste“ anbieten dürfen, während es andere gibt, denen dieses Privileg vorenthalten wird.
Produktnamen werden von Linguisten meist als Ausdrücke betrachtet, die in einem Zwischenbereich von Gattungsnamen und Eigennamen angesiedelt sind, denn einerseits bezeichnet man mit ihnen – ebenso wie mit Gattungsnamen – häufig einen Typ von Gegenständen (siehe etwa „Hanutas“, „Vespas“, …), andererseits wurde der Zusammenhang zwischen den Gegenständen und dem Namen durch einen Akt der Namensvergabe geschaffen – wie es für Eigennamen typisch ist. Siehe dazu Produktname.

### Schutz für Produktnamen (generalisierter oder generischer Markenname)
Generalisierte oder generische Markennamen entstehen, wenn ein patentrechtlich und markenrechtlich geschütztes Produkt ohne Konkurrenz in den Markt eingeführt wird, somit marktbeherrschend wird und in der Folge die Konsumenten später erhältliche gleichartige Konkurrenzprodukte mit demselben Namen benennen. Solche Markennamen werden auch „Begriffsmonopole“ genannt.
Beispiele sind u. a. „Tempo“, „Tesafilm“, „Jeep“, „UHU“, „o.b.“, „Ohropax“, „Lego“, und „Edding“.
Für ein Unternehmen kann es wirtschaftliche Nachteile mit sich bringen, wenn ein von ihm gehaltener Produktname durch den allgemeinen Sprachgebrauch zu einem Gattungsnamen wird, da nach Ablauf der Markenschutzfrist eine Verlängerung des Markenschutzes verweigert werden kann, wenn der Markenname zu einem allgemein verbreiteten Gattungsbegriff geworden ist.
Für Google ist es ungünstig, dass der Markenname (Stand 2006) fast zu einem Synonym für Suchmaschine geworden ist. Um dieser Entwicklung Einhalt zu gebieten, setzten sich juristische Vertreter des Unternehmens Google 2006 massiv dafür ein, dass die Bedeutung des Verbs „googeln“ in Wörterbüchern nicht mit den Worten „im Internet suchen“, sondern mit den Worten „mit Google im Internet suchen“ angegeben wird. Bekannt geworden sind solche Einflussnahmen 2006 beim Duden und beim Merriam-Webster’s Collegiate Dictionary. Google erreichte 2013 beim schwedischen Sprachenrat, dass das Wort ogooglebar („ungooglebar“) nicht mehr in der Bedeutung „nicht mit einer Suchmaschine auffindbar“ in einer Neologismenliste aufgeführt wird. Dem Namen „Google“ soll damit das Schicksal vieler anderer Produktnamen erspart werden, die, weil zu Gattungsnamen geworden, nicht mehr markenrechtlich schützbar sind.
Verschiedentlich entwickeln sich aus dem auf diese Art zum Gattungsbegriff gewordenen Markennamen sogar Verben. So entstand aus dem Gattungsnamen „Flex“ für Winkelschleifer das umgangssprachliche Verb „flexen“. Weitere Beispiele sind „fönen“, „kärchern“ für „mit einem Hochdruckreiniger säubern“ und (wie erwähnt) „googeln“.

### Domainrecht
Schon öfter wurde vor Gerichten darum gestritten, ob es zulässig ist, dass ein Gattungsname als Domain-Name in einer Internet-Adresse verwendet wird. Als Tendenz lässt sich erkennen, dass das Recht, Gattungsnamen als Domain-Namen zu verwenden, nicht grundsätzlich verneint wird. Beispielsweise wurde in einem Urteil zu einem Streit um die Domain www.sauna.de dargelegt, dass es bei der Verwendung dieser Domain zu keiner unzulässigen Kanalisierung der Kundenströme kommt:

„Ein Sauna-Interessent weiß, daß es mehrere Anbieter auf diesem Markt gibt. Angesichts der Höhe der Investition, die mit dem Erwerb einer Sauna verbunden ist, wird er sich nicht davon abhalten lassen, sich auch anderweitig zu informieren.“

Auch ein Musterprozess beim deutschen Bundesgerichtshof (BGH) über die URL www.mitwohnzentrale.de kam zu einem solchen Ergebnis.

## Groß- und Kleinschreibung
In Sprachen wie dem Englischen und dem Französischen ist die Fähigkeit, zwischen Eigennamen und Gattungsnamen zu unterscheiden, von grundlegender Bedeutung für die Rechtschreibung, da hier Eigennamen großgeschrieben werden, andere Substantive jedoch nicht. Dabei gibt es zwischen englischen und französischen Regeln einen gravierenden Unterschied: Während im Englischen auch die adjektivische Form von Eigennamen großgeschrieben wird, wird sie im Französischen kleingeschrieben: „ein französisches Wort“ ist englisch “a French word” und französisch « un mot français ». Im Deutschen gibt es für Gattungsnamen diese Unterscheidung jedoch nicht, sie werden groß geschrieben.